# Google Pay Send
Google Pay Send (ранее Google Wallet) — электронная платёжная система, разработанная компанией Google и запущенная 26 мая 2011 года. Она рассчитана на работу со смартфонами, работающими на операционной системе Android и имеющими NFC. Таким образом, Google Pay Send позволяет расплачиваться за покупки в магазине с помощью телефона с установленным на нём специальным приложением.
Google представил приложение на пресс-конференции 26 мая 2011 года. Приложение было выпущено 19 сентября 2011 года.
Сразу же после появления Google Pay Send (в то время Google Wallet) оказался в центре скандала. eBay, владеющая платёжной системой PayPal, обвинила Google в краже коммерческих секретов.
В сентябре 2015 года Google запустила собственный платежный сервис Android Pay. Система хранит данные кредитных и дебетовых карт пользователя, которые могут использоваться как в реальных, так и в виртуальных магазинах.
В январе 2018 года Пали Бхат в блоге компании Google сообщил о запуске сервиса Google Pay. Новая платежная система придет на смену другим сервисам компании — Android Pay и Google Wallet, при этом функциональных изменений не произойдет. С помощью Google Pay пользователям будет «проще и безопаснее» совершать покупки. Платежная информация будет доступна во всех продуктах Google, включая браузер Chrome, YouTube, Android-приложения, а информация о платежах будет сохраняться в Google-аккаунтах.
С 20 февраля 2018 года по всему миру происходило обновление сервисов Google с объединением Wallet и Android Pay под единым приложением в маркете Google Pay.